# Барвиці (гміна)
Гміна Барвиці (пол. Gmina Barwice) — місько-сільська гміна у північно-західній Польщі. Належить до Щецинецького повіту Західнопоморського воєводства.
Станом на 31 грудня 2011 у гміні проживало 8943 особи.

## Територія
Згідно з даними за 2007 рік площа гміни становила 258.89 км², у тому числі:
- орні землі: 56.00%
- ліси: 34.00%

Таким чином, площа гміни становить 14.67% площі повіту.

## Населення
Станом на 31 грудня 2011:
| Опис     | Загалом | Загалом | Чоловіки | Чоловіки | Жінки | Жінки |
| -------- | ------- | ------- | -------- | -------- | ----- | ----- |
| одиниця  | осіб    | %       | осіб     | %        | осіб  | %     |
| все      | 8943    | 100     | 4458     | 49.85    | 4485  | 50.15 |
| міське   | 3830    | 100     | 1852     | 48.36    | 1978  | 51.64 |
| сільське | 5113    | 100     | 2606     | 50.97    | 2507  | 49.03 |

## Сусідні гміни
Гміна Барвиці межує з такими гмінами: Борне-Суліново, Ґжмьонца, Полчин-Здруй, Тихово, Чаплінек, Щецинек.